# Ignaz Moscheles

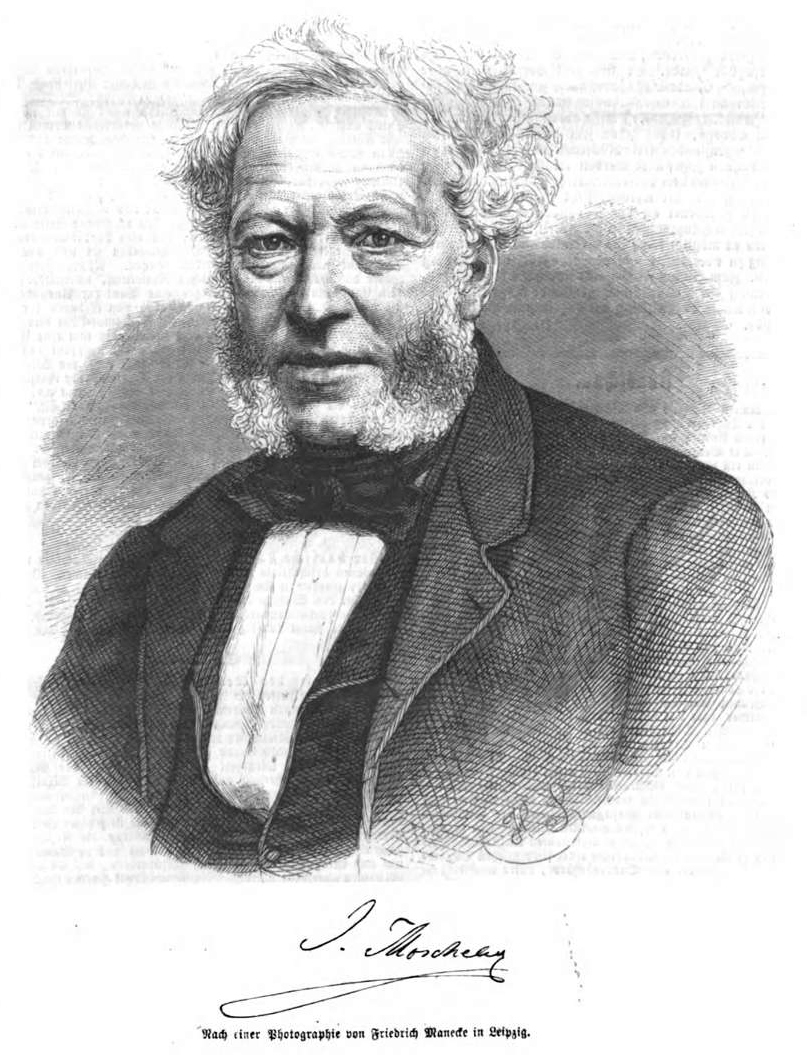
Ignaz Moscheles, 1870. Grafica di Hermann Scherenberg

Ignaz (Isaac) Moscheles (Praga, 23 maggio 1794 – Lipsia, 10 marzo 1870) è stato un pianista, compositore e musicista ceco.

## Biografia
Di origine ebraica, fu un virtuoso di pianoforte. Studiò a Vienna con Johann Georg Albrechtsberger e Antonio Salieri. Cominciò subito una brillante carriera concertistica a Londra e in giro per l'Europa. Più tardi a Lipsia succedette a Felix Mendelssohn alla guida del conservatorio della città. Fu il primo, insieme con Franz Liszt, a proporre il recital come evento culturale e non più come spettacolo puramente virtuosistico. Compose numerosi brani di musica sinfonica e da camera, in cui particolare rilievo viene occupato dalla produzione pianistica. Contribuì allo sviluppo della tecnica pianistica, pubblicando con Fétis un metodo per pianoforte, in parte tuttora utilizzato per la preparazione pianistica nei Conservatori.

## Studenti (selezione)
- Friedrich Rebling
- John Francis Barnett